# Formula 1 - Nell'inferno del Grand Prix
Formula 1 - Nell'inferno del Grand Prix è un film del 1970 di Guido Malatesta.